# Ross (Teksas)
Ross je grad u američkoj saveznoj državi Teksas. Prema popisu stanovništva iz 2010. u njemu je živjelo 283 stanovnika.